# Associação Comunitária Monte Azul

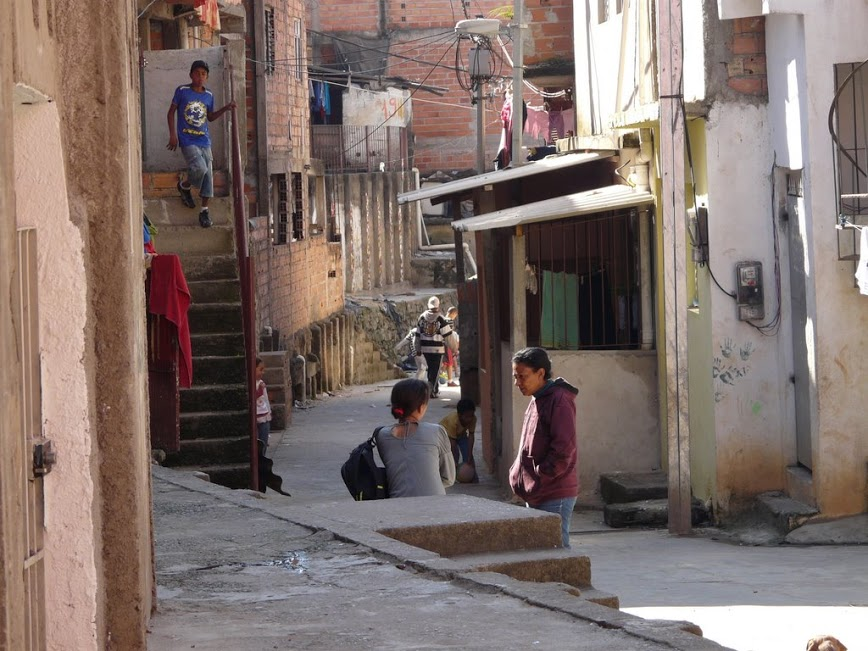
Monte Azul

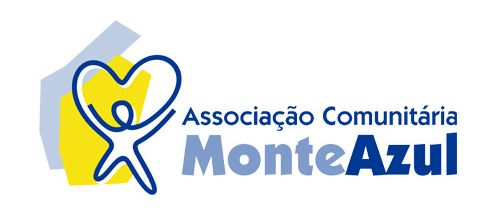

Die Hilfsorganisation Associação Comunitária Monte Azul in São Paulo, Brasilien ist eine Nichtregierungsorganisation, die in drei Favelas der Südzone beispielhaft Sozialarbeit leistet. Seit 1979 arbeitet sie in den Bereichen Erziehung und Bildung, Kultur und Gesundheitsfürsorge. Durch politisches Engagement konnte sie die Slumsanierung voranbringen. Mit mehr als 250 Mitarbeitenden, wovon die meisten in den Favelas aufgewachsen sind und dort leben, gilt das Projekt heute als gelungenes Beispiel für nachhaltige Entwicklungszusammenarbeit auf Augenhöhe.
Mehr als 1.350 Kinder und Jugendliche werden pädagogisch betreut und ausgebildet. Das Gesundheitszentrum behandelt jährlich rund 1.000 Menschen. In der Casa Angela, dem Zentrum für humanisierte Geburtshilfe, kommen monatlich bis zu 30 Kinder auf die Welt. Insgesamt profitieren über 20.000 Menschen direkt von der Arbeit der  Associação Comunitária Monte Azul. International bekannt wurde die Hilfsorganisation durch Buchveröffentlichungen und Vorträge sowie durch die Freiwilligen aus allen Ländern der Welt, die den Impuls eines menschenwürdigen Umgangs in ihre Heimat mitnehmen und sich dort aktiv sozial engagieren.

## Geschichte

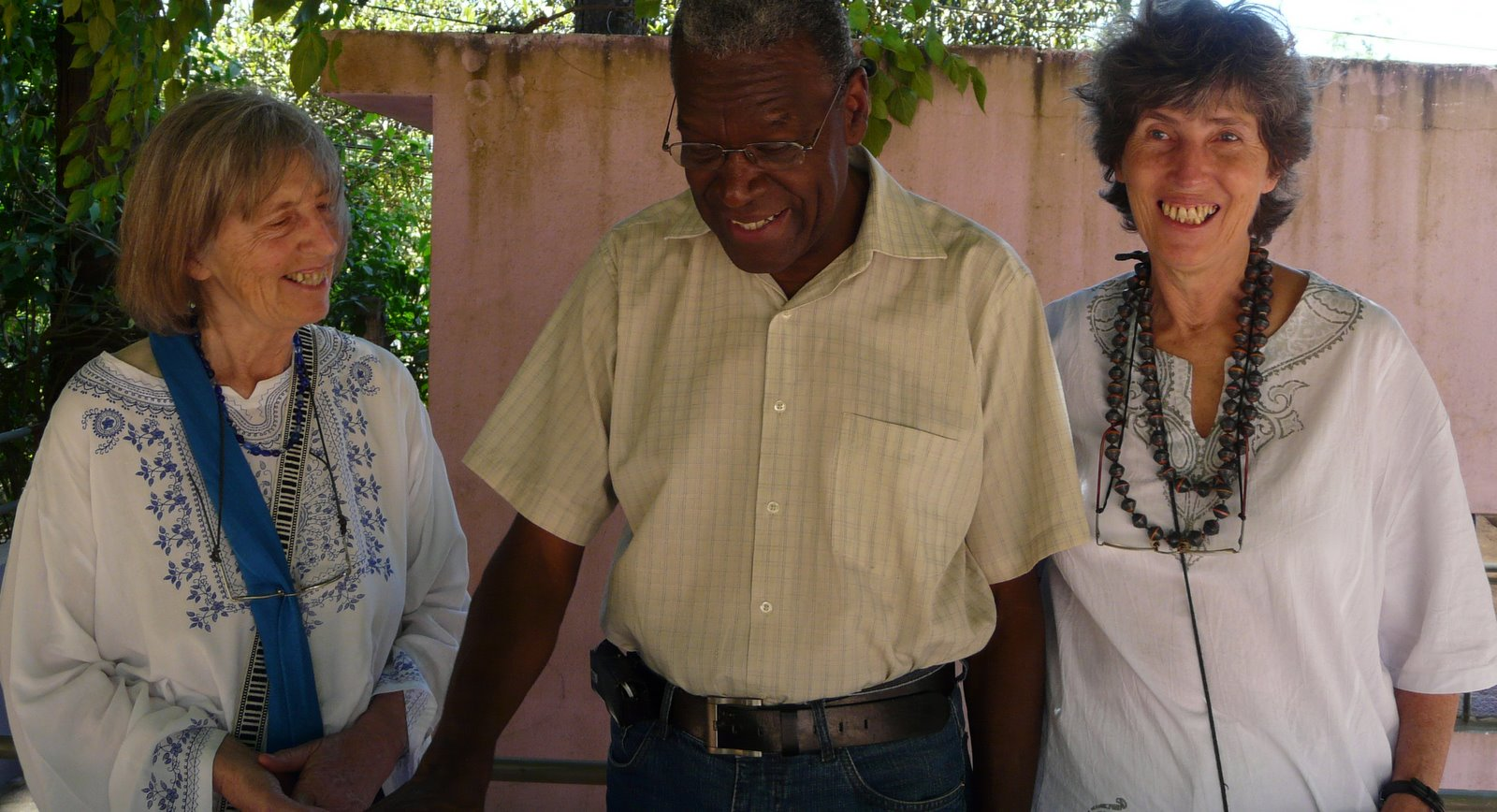
Ute Craemer, Paulo Ignacio und Renate Keller-Ignacio, die Initiatoren der Associação Comunitária Monte Azul in Sao Paulo, Brasilien

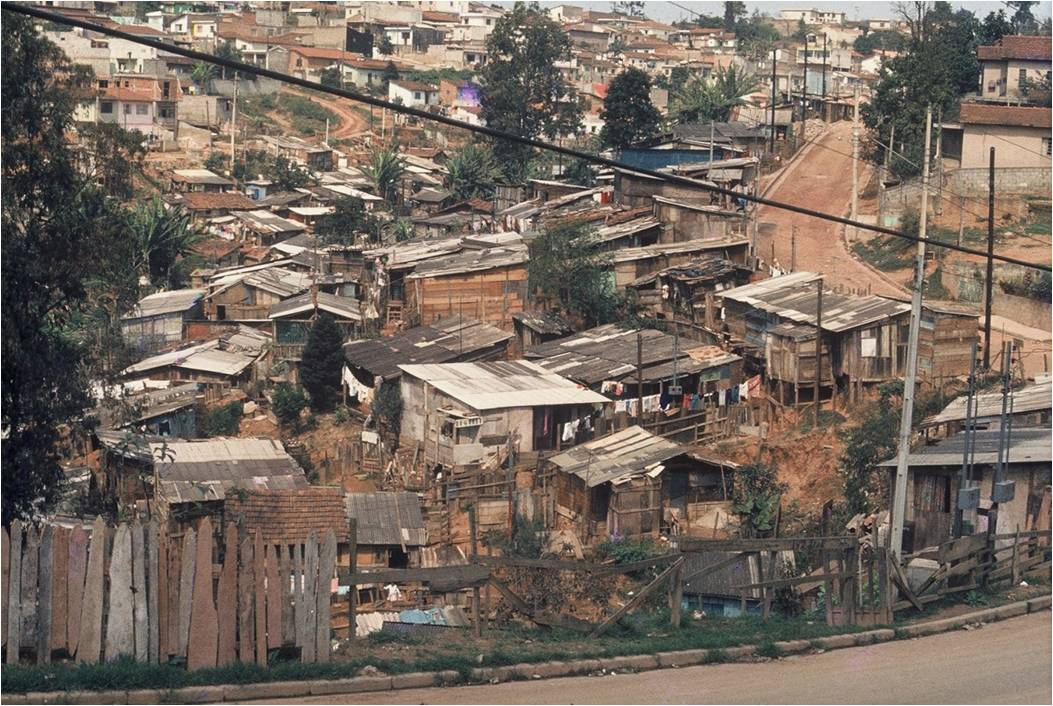
Die Favela Monte Azul um das Jahr 1981

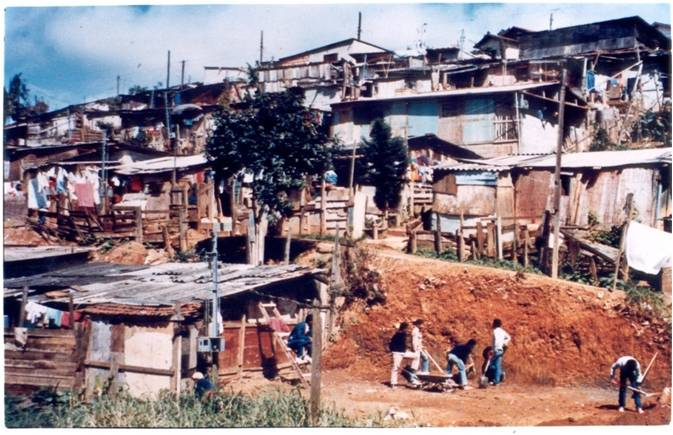
Slumsanierung in Gemeinschaftsarbeit der Einwohner.

Die Favela Monte Azul mit heute rund 3000 Bewohnern entstand in den 1960er Jahren durch die damals einsetzende Landflucht und massive Einwanderung von Landarbeitern aus dem Nordosten Brasiliens sowie den Bundesstaaten Minas Gerais und Paraná nach São Paulo. Die Frage „hast du etwas zu geben?“, die bettelnde Kinder an der Haustüre der  Waldorfpädagogin Ute Craemer stellten, war Schlüsselerlebnis. Sie initiierte ein Projekt mit ihren Schülern der Waldorfschule eines gehobenen Stadtteils von São Paulo für die Favelakinder. Es sollte soziales Bewusstsein wecken und Brücken zwischen den verschiedenen Gesellschaftsschichten schlagen. Das Projekt beinhaltete gemeinsame Nachmittagsbetreuung in Utes eigenem Haus. 1979 wurde die Associação Comunitária Monte Azul als gemeinnützige Organisation gemeinsam mit den Favelabewohnern gegründet. In den 1980er Jahren wurde die Arbeit auf die nahegelegene Favela Peinha und das am südlichsten Stadtrand gelegene Viertel Horizonte Azul ausgedehnt.
Monte Azul ist mit seinem Konzept ein erfolgreiches Beispiel für Entwicklungszusammenarbeit und Vorbild für viele weitere Sozialprojekte, die in Brasilien entstanden sind und entstehen, beispielsweise das Theaterprojekt Paidéia und das Kultur- und Sozialzentrum Aramitán in Sao Paulo oder die NGO Associação Comunitária de Barra de Lama in Nordostbrasilien.

## Erziehung

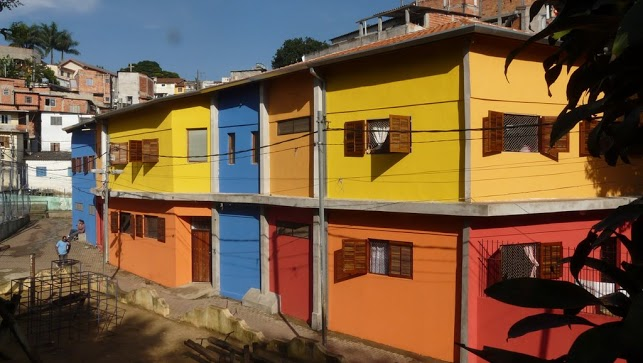
Eines der Kindergartengebäude, welches zehn Kindergartengruppen und eine biologische Küche beherbergt.

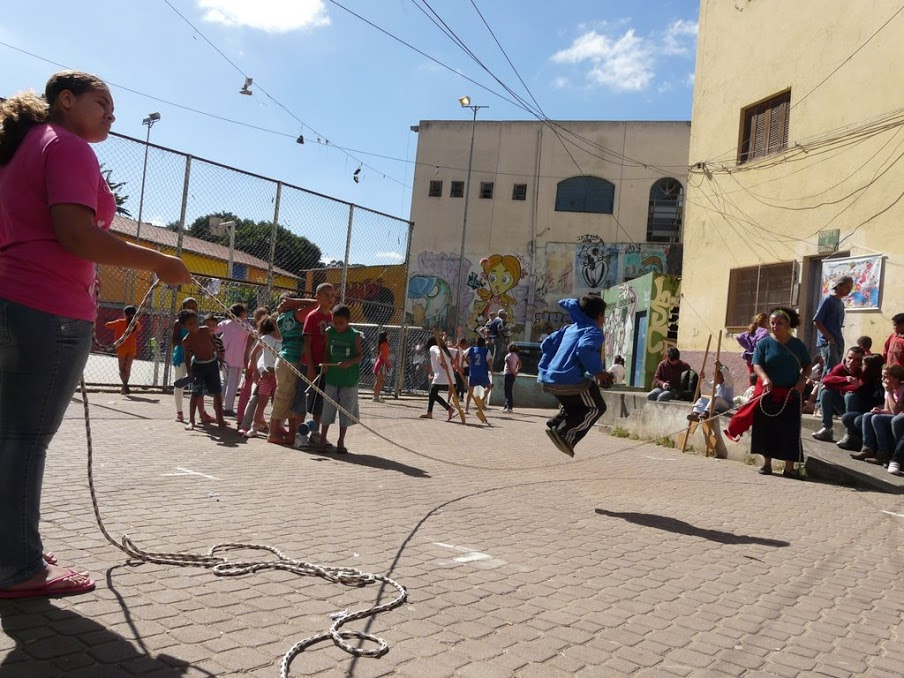
Die Organisation hat sich zum Ziel gesetzt, Kinder in allen Lebenslagen zu fördern. Auch die Feinmotorik von Kindern in Favelas

In Krippen, Kindergärten, Horten, berufsbildenden Werkstätten und einer Waldorfschule werden insgesamt ca. 1350 Kinder, Jugendliche und junge Erwachsene im Alter von vier Monaten bis 21 Jahren betreut. Die Arbeit orientiert sich an den Prinzipien der Waldorfpädagogik und der Anthroposophie. In einer sozialtherapeutischen Werkstatt für junge Erwachsene werden außerdem 80 Menschen mit Behinderungen betreut. Im Mittelpunkt der Arbeit steht die ganzheitliche Entwicklung des Menschen. Nicht nur Kindern und Jugendlichen, sondern auch allen Mitarbeitenden wird Bildung ermöglicht, die sie in die Lage versetzt, ihr Leben in Eigenverantwortung und mit Bewusstsein für Mensch und Umwelt zu gestalten.

## Kultur

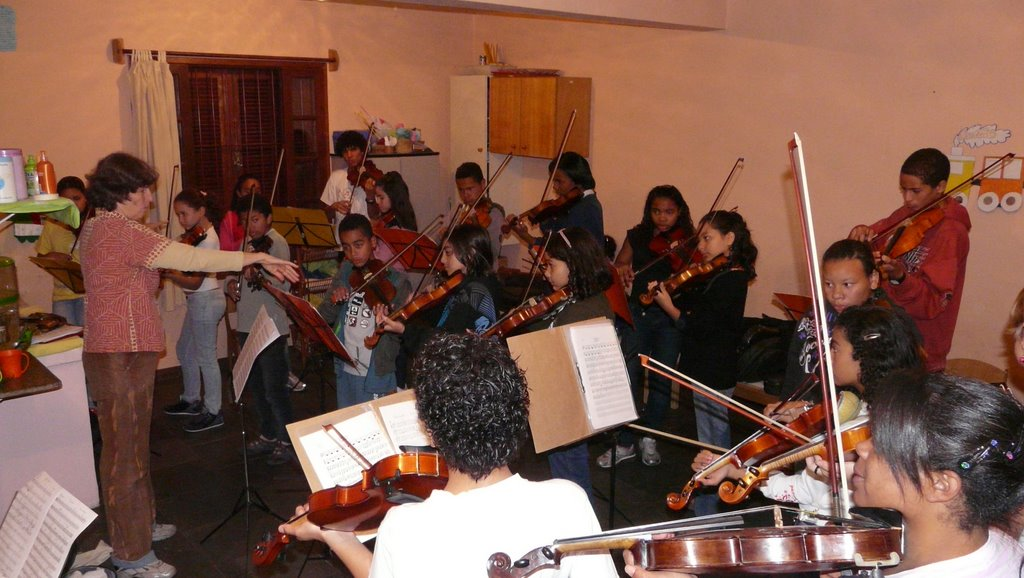
Ein Orchester mit Kindern und Jugendlichen der Favela. Die Instrumente sind hauptsächlich durch Spenden aus Deutschland finanziert

Durch die Wiederbelebung und die Pflege der traditionellen Kultur wird das Selbstbewusstsein der Menschen gestärkt. Durch die Begegnung mit fremden Kulturen wird der Horizont erweitert, das Bewusstsein angeregt und eine Kultur des Friedens aufgebaut.
Die Organisation unterhält in allen drei Zentren Theater- und Veranstaltungsräume sowie Bibliotheken, um den Menschen den Zugang zu Kultur zu ermöglichen. Dort finden die unterschiedlichsten Fortbildungen, Kurse, Theater- und Musikveranstaltungen statt. Monatlich nehmen ca. 600 Menschen an diesen Veranstaltungen teil.
Die Organisation unterhält außerdem eine Musikschule in der Favela Monte Azul, die 78 Kindern und Jugendlichen aus der Favela ermöglicht, ein Streichinstrument zu erlernen, im Orchester zu spielen und im Chor zu singen. In der Nachbarfavela Peinha ist 2015 ein weiteres Musikschulangebot hinzugekommen, in dem 120 Kinder betreut werden.

## Pädagogische Fortbildung

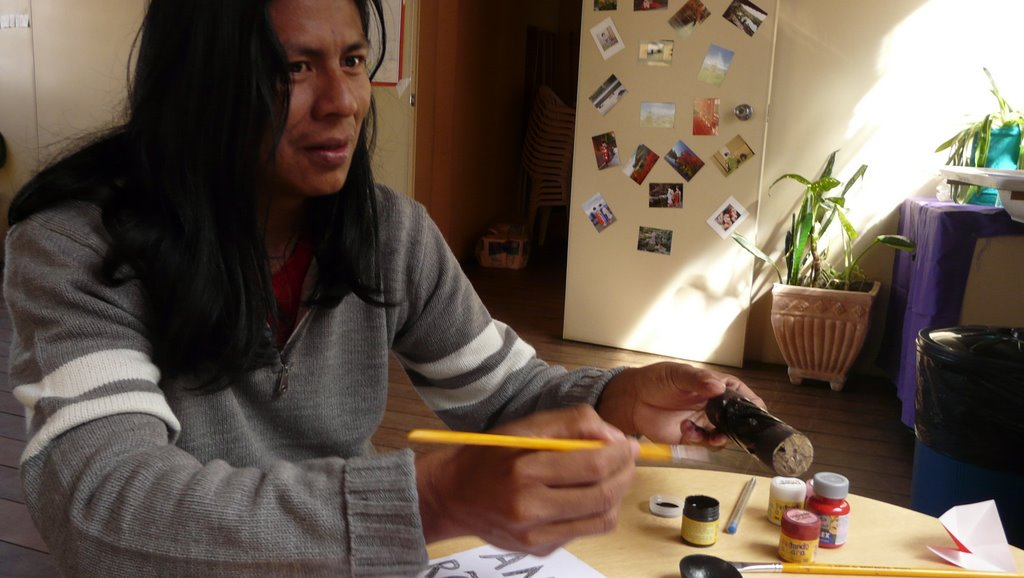
Künstlerischer Unterricht, auch in traditioneller indigener Kunst, ist ein wesentlicher Bestandteil der Organisation Monte Azul

Von Beginn an war es nötig, die Mitarbeiter zu schulen und fortzubilden, denn sie kamen selbst aus den Favelas. So hat sich eine Struktur von Aus- und Weiterbildung entwickelt, die heute ein fester Bestandteil Monte Azuls ist. Rund die Hälfte der 250 Mitarbeitenden kommt aus der Favela.
Es gibt regelmäßige Fortbildungen in Waldorf-Pädagogik, Mainumby (indianischer Name für Kolibri) genannt: Die Associação Comunitaria Monte Azul ist Anlaufstelle für pädagogisch und sozial tätige Menschen. Ausbildungskurse, Praktika, Ausarbeitung didaktischen Materials und pädagogischer Bücher, Beratungen in organisatorischen, beruflichen und finanziellen Fragen für Sozialarbeiter, Begleiten von Universitätsarbeiten u. a. gehören zum pädagogischen Angebot. In Zusammenarbeit mit der UNESCO wurde ein Projekt zur Umwelterziehung ausgearbeitet sowie ein Pilotprojekt zur Schaffung von Frauenkooperativen. Außerdem machen die Mitarbeitenden, auch diejenigen mit Universitätsstudium, eine „soziale Lehre“ durch – nach dem Motto „arbeitend lernen und lernend arbeiten“.

## Gesundheit
Im Ambulatório der Favela Monte Azul werden die Bewohner der Favela Monte Azul sowie der angrenzenden Stadtviertel z. T. kostenlos behandelt. Es können Allgemeinärzte, Pädiater, Orthopäden, Zahnärzte und Psychiater/Psychologen konsultiert werden. Die Behandlungen bieten neben der naturwissenschaftlichen Medizin ganzheitliche Ansätze, insbesondere aus der anthroposophischen Medizin.
In der Casa Angela, dem Geburtshaus und Zentrum für Mutter-Kind-Gesundheit, werden Frauen und ihre Familien rund um Schwangerschaft, Geburt, Wochenbett und erstes Lebensjahr des Kindes betreut. Die Casa Angela ist das erste staatlich lizenzierte Geburtshaus Brasiliens und wurde 2015 in das öffentliche Gesundheitssystem SUS aufgenommen. Die Casa Angela versucht zum einen, die extrem schlechte geburtshilfliche Versorgung der mittellosen und einkommensschwachen Frauen zu verbessern. Zum anderen bietet sie eine Alternative für Frauen aus besseren Gesellschaftsschichten, in denen die Kaiserschnittrate ganz besonders hoch ist: In Privatkliniken kommen 85 Prozent der Kinder mit Kaiserschnitt zur Welt. In den Krankenhäusern des öffentlichen Gesundheitswesens liegt der Anteil bei 40 Prozent (FAZ 9. Juli 2015).
Die Associação Comunitária Monte Azul ist außerdem Partner der Stadt São Paulo für das Programm Estratégia Saúde da Família. Sie ist für die 1500 Mitarbeitenden in 12 Gesundheitsposten und zwei Spezialkliniken im südlichen Bezirk São Luís, in dem 300.000 Menschen leben, verantwortlich. Das Programm wurde entwickelt, um die allgemeine Gesundheitsversorgung der Bevölkerung zu verbessern.

## Umwelterziehung

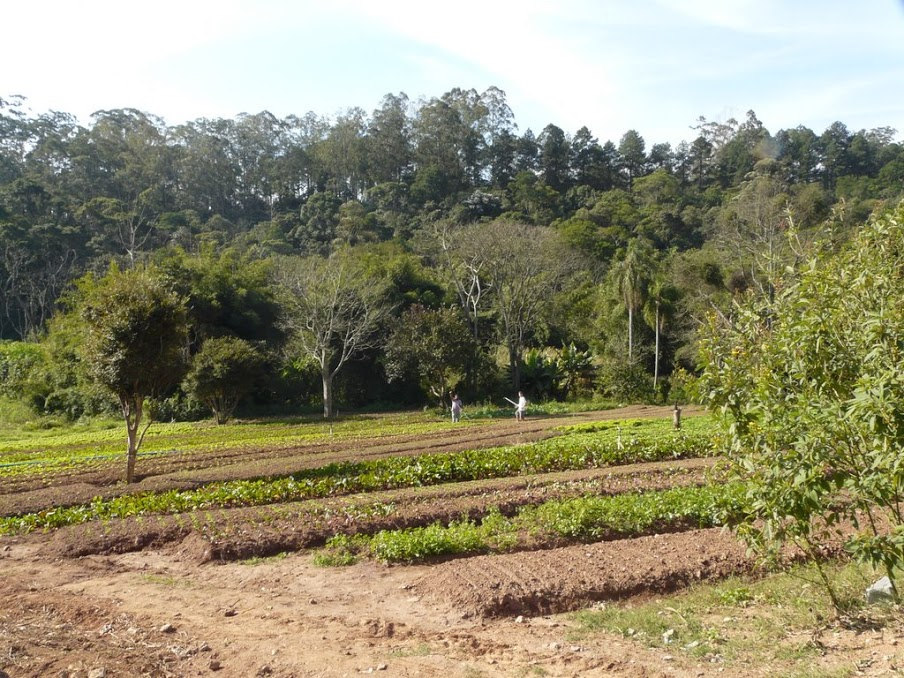
Biologisch-dynamische Gärtnerei in Horizonte Azul, aus deren Erträgen die Küchen der Associação Comunitária Monte Azul versorgt werden.

Umwelterziehung stand schon sehr früh auf der Agenda. Obst und Gemüse werden in Horizonte Azul ohne Verwendung von Pestiziden angebaut und an die Küchen der pädagogischen Einrichtungen der Organisation geliefert. Auf diese Weise wird für eine ausgewogene und gesunde Ernährung der Kinder gesorgt.

In organisierten Gemeinschaftsarbeiten haben die Anwohner die Favelas von Müll befreit, ein Mülltrennungssystem entwickelt und Abwasser kanalisiert. Obgleich es keine staatliche Mülltrennung gib, führt die Favela eigenständig ein Mülltrennungszentrum, wo auch Müllsammler (Catadores) ihren Müll abgeben können. In diesem Bereich ist eine Zusammenarbeit im Bereich der Abfallforschung mit der TU Berlin geplant.

## Kulturelles Zentrum

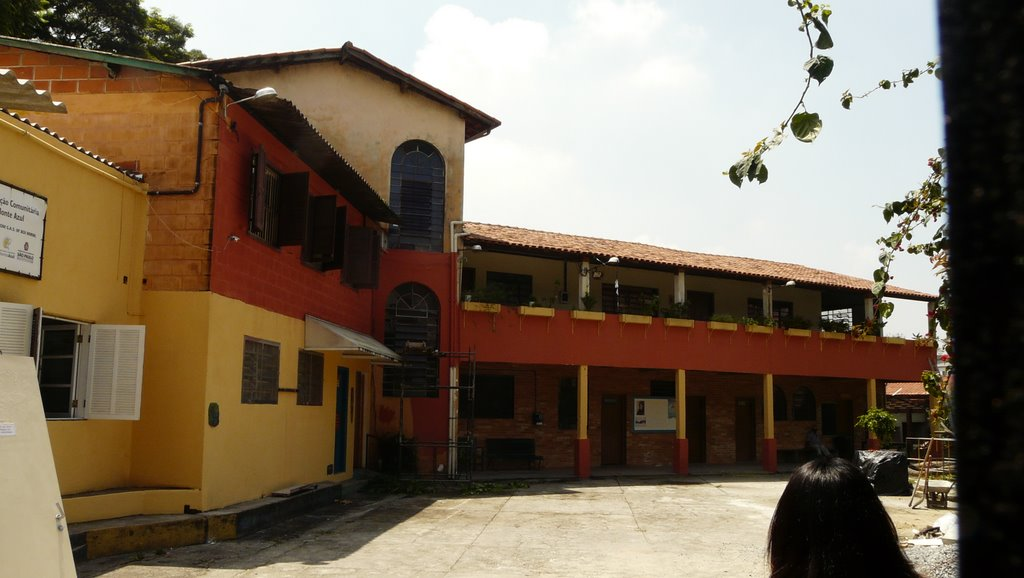
Das Kulturzentrum der Gemeinschaftsorganisation Monte Azul in Sao Paulo

In allen drei Tätigkeitsgebieten gibt es Theater- und Tanzaufführungen, musikalische und sonstige künstlerische Darbietungen. Im Centro Cultural Monte Azul realisieren die Bewohner der Favela und der angrenzenden Wohngebiete ihre eigenen Aufführungen. Sie können dort Konzerte, Theaterspiele und Shows von bekannten brasilianischen und internationalen Künstlern besuchen; meist gibt es acht bis zehn Darbietungen im Monat.
Neben den Aufführungen finden dort auch Tanz- und Sportkurse statt. Die Associação Comunitária Monte Azul engagiert Theaterpädagogen und Schauspieler, die mit den Favelabewohnern in professionellen Theaterworkshops Stücke einstudieren und zweimal im Jahr aufführen.

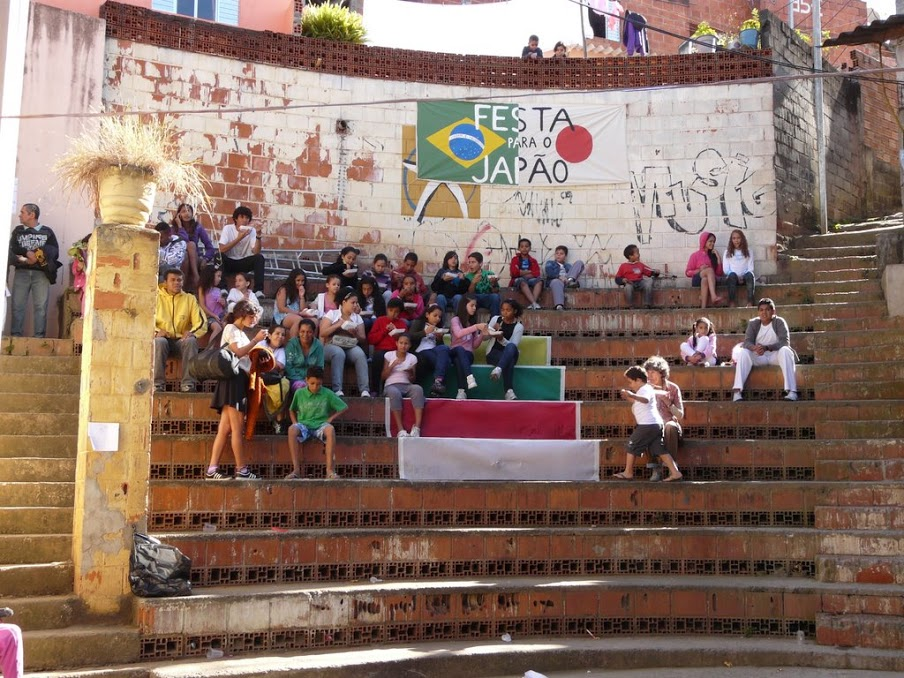
Die Kulturbühne in der Favela Peinha bei Monte Azul.

## Konzept und Mitarbeiterführung
Einmal pro Monat treffen sich die 250 Mitarbeitenden in einer der drei Favelas, meist im Kulturzentrum von Monte Azul, zur Mitarbeiterschulung im künstlerischen Bereich und zum kulturellen Austausch. Dabei wird meist etwas aus den waldorfpädagogischen Arbeitsbereichen präsentiert und aufgeführt. Neue Mitarbeiter und neue internationale Freiwillige werden begrüßt oder nach ihrem Freiwilligendienst verabschiedet.
Durch diese regelmäßigen Treffen soll die Gemeinschaft und die sinnstiftende Tätigkeit der Organisation gefördert werden sowie durch kreative Tätigkeit neue Lösungen für Probleme gefunden werden.
Jede zweite Woche treffen sich die Mitarbeiter favelaintern nachmittags zu einem ähnlichen Programm in kleinerem Umfang.
Die Organisation ist weitgehend hierarchiefrei aufgebaut und wird in einer Art Konsensverfahren geleitet, d. h. alle Mitarbeiter können mitentscheiden und übernehmen Verantwortung.
In der Organisationsstruktur werden Aspekte der „Sozialen Plastik“ von Joseph Beuys und der Sozialen Dreigliederung von Rudolf Steiner umgesetzt. In diesem Sinne ist jeder Mitarbeiter in seinem jeweiligen Arbeitsbereich frei, ihn so zu gestalten, wie er es für richtig hält. Dazu werden Weiterbildungen in der Waldorfpädagogik angeboten.

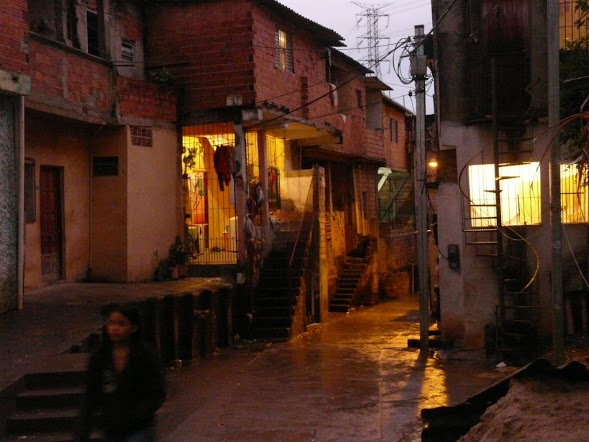
Monte Azul bei Nacht: Durch die Urbanisierung wurden alle Wege betoniert und Regen verursacht keine Schlammlawinen mehr.
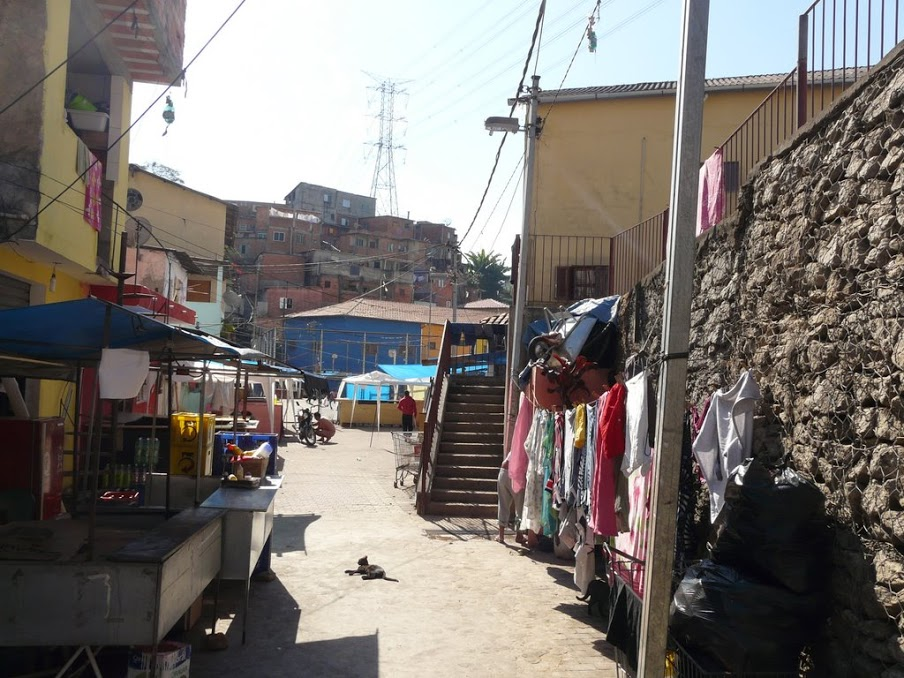
Weg über den verdeckelten Abflusskanal durch die Favela Monte Azul, wo früher ein übel riechender Bach floss.
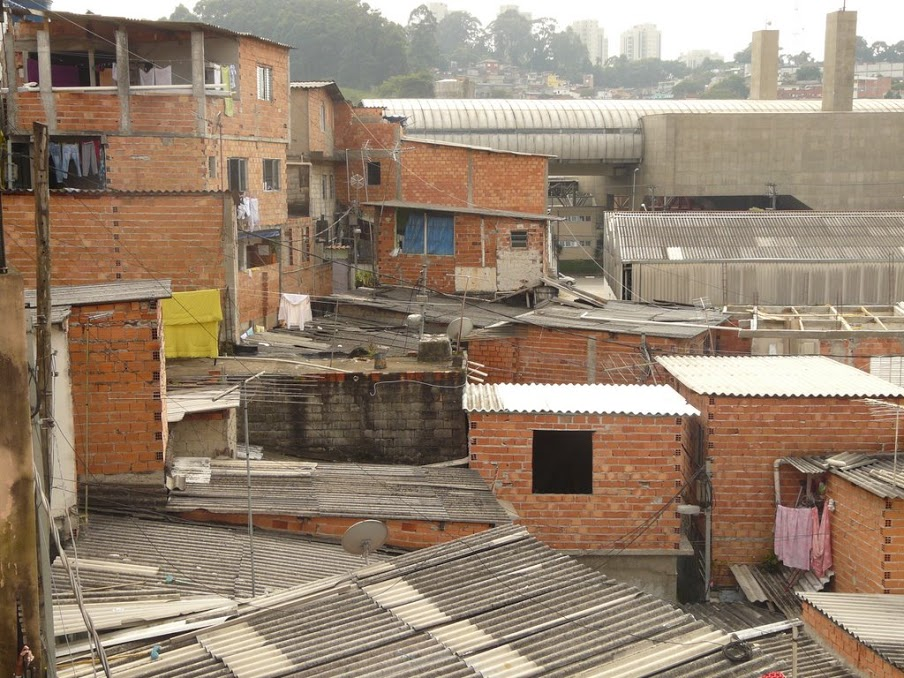
Die Dächer der Hütten Monte Azuls sind inzwischen alle dicht und die Häuser haben Fundamente und feste Wände, was eine wesentliche Errungenschaft der Arbeit von Monte Azul ist.
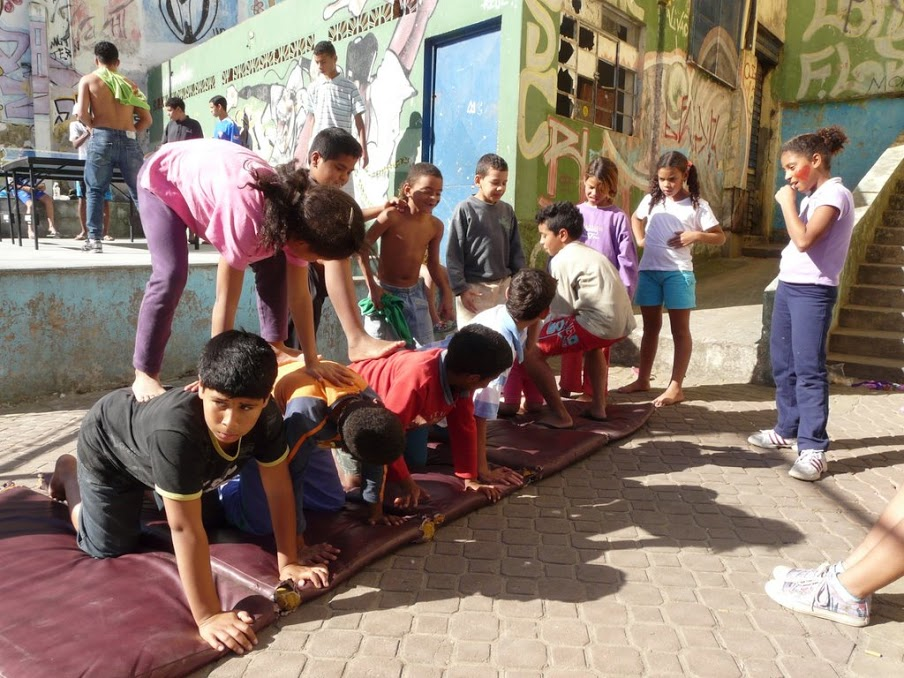
Zirkus und Spielen sind pädagogische Mittel in Monte Azul
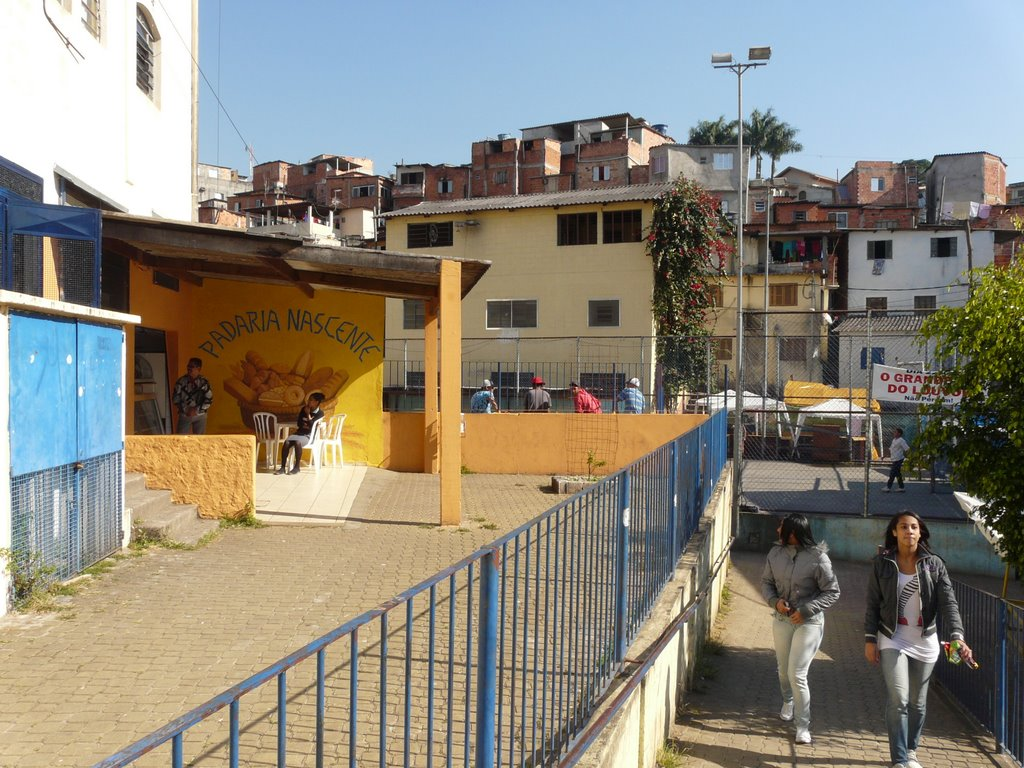
Bio-Bäckerei in der Favela Monte Azul
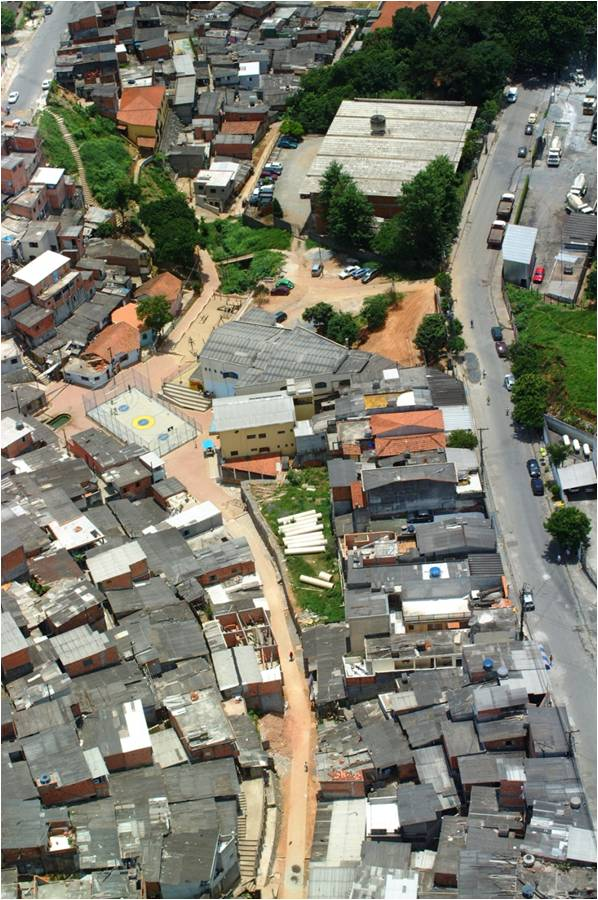
Die Favela Monte Azul von oben.
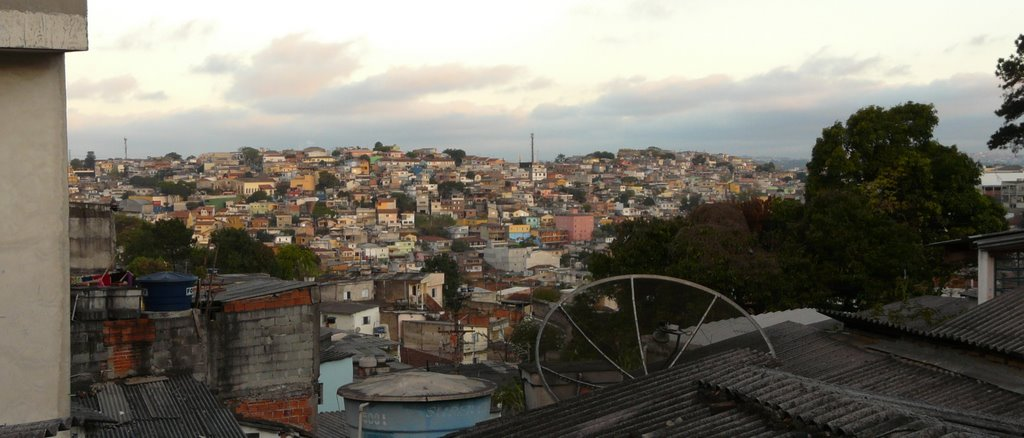
Der Vorort Monte Azul in Sao Paulo

## Auszeichnungen
- ITAU-UNICEF-Preis 1995.
- Kulturpreis der Stadt São Paulo 1995.
- Brüderlichkeitspreis der Goodwill-Legion, Brasilia 1996.
- Efficiency Preis (Kanitz Stiftung, Brasilien 1997)
- Preis der deutschen Pestalozzistiftung, 1997.
- Coca-Cola-Preis für Jugendtheater, 1998.
- Criança-Cidadã-Preis der brasilianischen Regierung 1998.
- Ashoka-Preis für Innovative Ideen, Brasilien 1998.
- Prêmio Criança da Abrinq, 1998.
- Paul-Harris-Fellow-Preis (Rotary Club)